# Dominique Wapler
Dominique François Carles Wapler, né le 1er janvier 1919 à Neuvecelle (Haute-Savoie) et mort le 26 février 1990 à Paris, est un éditeur et un homme politique français, fondateur des éditions Dominique Wapler.

## Biographie
Dominique Wapler est surtout connu comme éditeur. Suppléant à l'élection législative de 1962, il remplace Alexandre Sanguinetti (UNR), nommé membre du gouvernement Pompidou III, comme député de Paris, le 9 février 1966. Il le reste jusqu'au 2 avril 1967, fin de la IIe législature.